# Ministerstwo Komunikacji

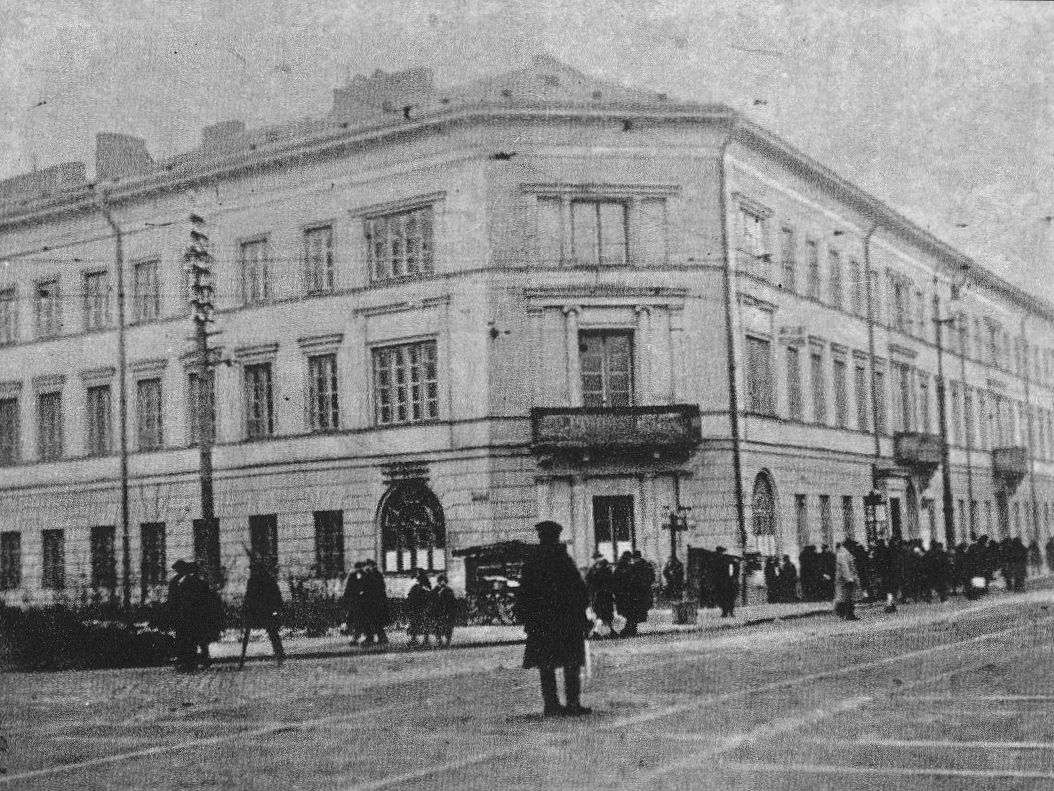
Pierwsza siedziba Ministerstwa Komunikacji przy ul. Nowy Świat 14 w Warszawie

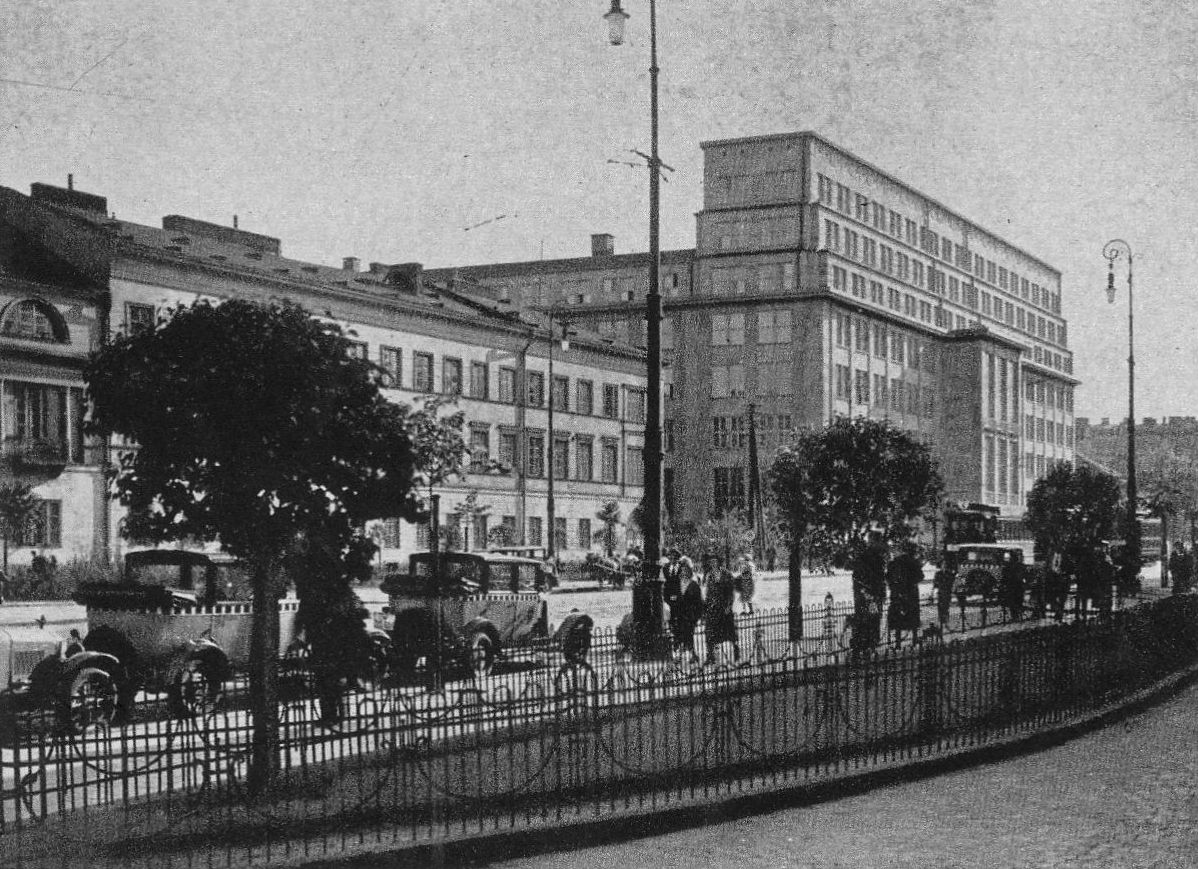
Budynek ministerstwa w perspektywie alei 3 maja, po przeciwnej stronie Nowego Światu gmach Banku Gospodarstwa Krajowego

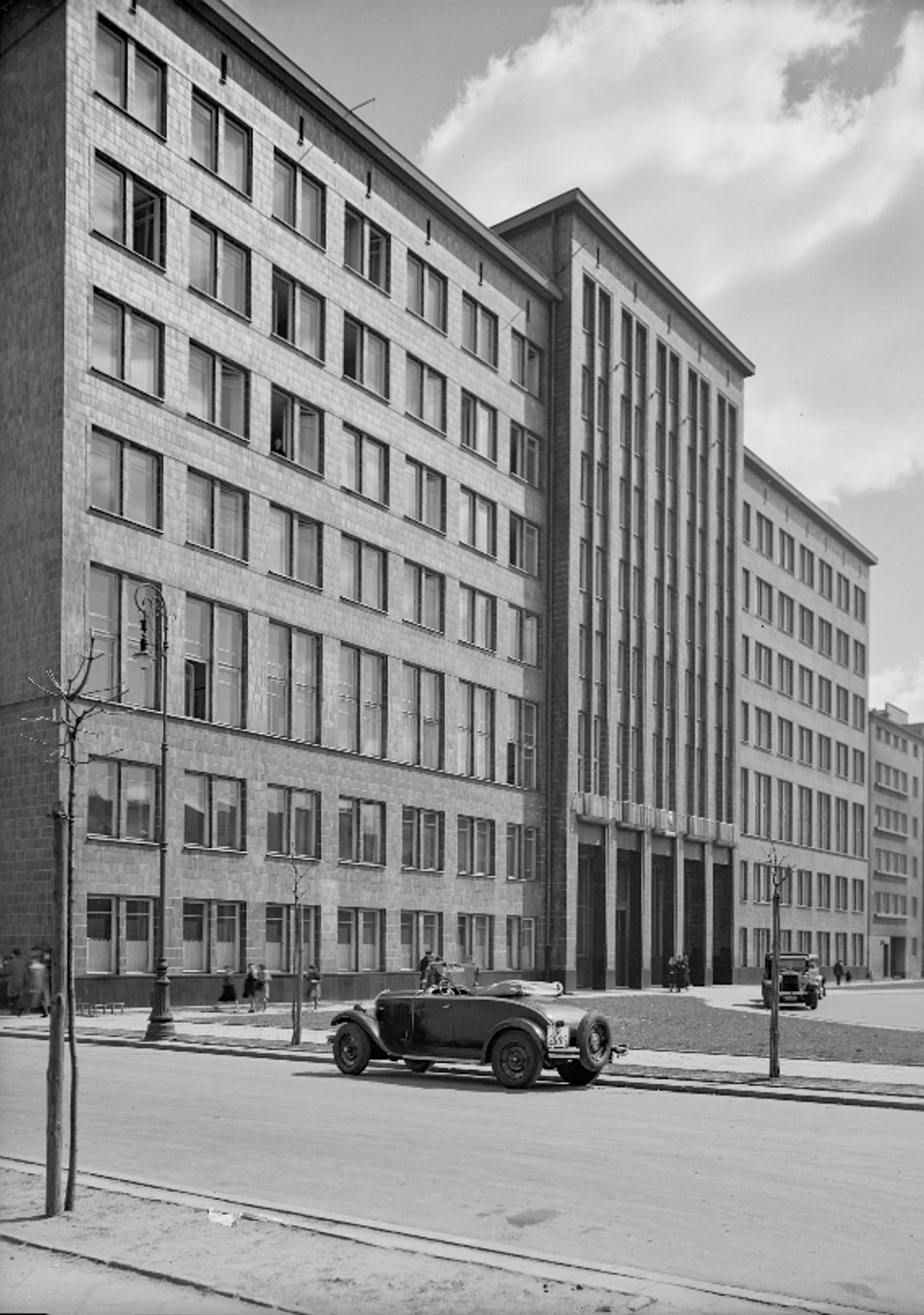
Nowy gmach Ministerstwa Komunikacji przy ul. Tytusa Chałubińskiego 4/6

Ministerstwo Komunikacji – polskie ministerstwo istniejące w latach 1926–1939, 1945–1951, a następnie w latach 1957–1987.

## Ministrowie

### w latach 1926–1939
- 1926–1928 – Paweł Romocki
- 1928–1932 – Alfons Walenty Kühn
- 1932–1935 – Michał Butkiewicz
- 1935–1939 – Juliusz Ulrych

### w latach 1944–1951
- 1944 – Jan Michał Grubecki
- 1944–1951 – Jan Rabanowski

### w latach 1957–1987
- 1957–1960 – Ryszard Strzelecki
- 1960–1963 – Józef Popielas
- 1963–1969 – Piotr Lewiński
- 1969–1976 – Mieczysław Zajfryd
- 1977 – Tadeusz Bejm
- 1977–1981 – Mieczysław Zajfryd
- 1981–1987 – Janusz Kamiński

## Chronologia nazw resortu
- 1919–1924 – Ministerstwo Kolei Żelaznych
- 1924–1926 – Ministerstwo Kolei
- 1926–1939 – Ministerstwo Komunikacji
- 1944 – Resort Komunikacji, Poczt i Telegrafów
- 1944–1945 – Resort Komunikacji
- 1945–1951 – Ministerstwo Komunikacji
- 1951–1957 – Ministerstwo Kolei oraz Ministerstwo Transportu Drogowego i Lotniczego[1]
- 1957–1987 – Ministerstwo Komunikacji[2]
- 1987–1989 – Ministerstwo Transportu, Żeglugi i Łączności
- 1989–2001 – Ministerstwo Transportu i Gospodarki Morskiej
- 2001–2005 – Ministerstwo Infrastruktury
- 2005–2006 – Ministerstwo Transportu i Budownictwa
- 2006–2007 – Ministerstwo Transportu
- 2007 – Ministerstwo Infrastruktury